# Großer Preis von Großbritannien 1949
Der I. Große Preis von Großbritannien war ein Formel-1-Rennen und fand am 14. Mai 1949 auf dem Flugplatzkurs von Silverstone statt. Es ist bislang nicht abschließend geklärt, ob die Veranstaltung in diesem Jahr tatsächlich schon den Status eines Grande Épreuves besaß. Das Rennen wurde nach den Bestimmungen der Formel 1 (Rennwagen ohne Gewichtsbeschränkung bis 1,5 Liter Hubraum mit Kompressor bzw. bis 4,5 Liter Hubraum ohne Kompressor; Renndistanz mindestens 300 km bzw. mindestens drei Stunden Renndauer) über 100 Runden à 4,828 km ausgetragen, was einer Gesamtdistanz von 482,8 km entsprach.
Sieger wurde Emmanuel de Graffenried auf einem Maserati 4CLT/48, der damit den einzigen Grand-Prix-Erfolg seiner Karriere und den ersten Sieg eines Rennfahrers aus der Schweiz in einem offiziellen Internationalen Grand Prix erzielte.

## Rennen
Zwei Jahrzehnte lang war die Brooklands-Rennbahn das Zentrum des Britischen Motorsports gewesen, weil es auf der britischen Festland verboten war, Automobilrennen auf öffentlichen Straßen durchzuführen. Dies war daher zunächst allenfalls auf den vorgelagerten Inseln oder in Nordirland möglich, und weil Brooklands bald nicht mehr als Grand-Prix-würdig angesehen wurde, entwickelte sich das Sportwagenrennen um die RAC Tourist Trophy (die im Gegensatz zum berühmten gleichnamigen Motorradrennen nicht auf der Isle of Man, sondern auf einer Rennstrecke beim nordirischen Newtownards ausgetragen wurde) bald zur alljährlich bedeutendsten Rennveranstaltung im Vereinigten Königreich. Folgerichtig machte der britischen Automobilclub RAC von einer Ausnahmemöglichkeit gebrauch, statt eines eigenen nationalen Grand Prix die Tourist Trophy beim internationalen Automobilverband AIACR als das eigene Grande Épreuve anzumelden, der auf diese Weise bei der Erstellung des jährlichen Veranstaltungskalenders entsprechende Vorrechte zuteilwurden. Nachdem mit Donington Park dann auch in England eine permanente Rennstrecke zur Verfügung stand, fand in den 1930er Jahren die Tourist Trophy hier ihre neue Heimat. Gleichzeitig wurden dort nun auch Grand-Prix-Rennen durchgeführt, der RAC zögerte jedoch, diese als offizielle Britische Grands Prix zu deklarieren und der Tourist Trophy damit den Status als Grande Épreuve zu entziehen.
Am Ende des Zweiten Weltkriegs kam es in Großbritannien wie überall in Europa schnell zu einer starken Nachfrage nach Motorsportveranstaltungen. Das Problem war jedoch, dass in der Zwischenzeit sowohl Donington als auch Brooklands als Rennstrecken nicht mehr zur Verfügung standen, weil beide Areale während des Kriegs für andere Zwecke umgewidmet worden waren. Die Veranstaltungen mussten sich somit zunächst im Wesentlichen auf Berg- bzw. Sprintrennen, Geländefahrten usw. beschränken, bis ein neuer geeigneter Austragungsort für Rundstreckenrennen gefunden war. Die Lösung lag schließlich darin, den nicht mehr benötigten Militärflugplatz von Silverstone dafür zu verwenden. Nach dem großen Erfolg des ersten R.A.C. International Grand Prix im Oktober 1948 wurden schnell weitere der überall im Land vorhandenen Flugfelder in gleicher Weise genutzt, so dass der Automobilrennsport in Großbritannien in der Folge einen rasanten Aufstieg nahm, der dem Land bis heute die internationale Führungsrolle bescherte.
Nach wie vor hielt der RAC jedoch daran fest, die Tourist Trophy weiterhin als offizielle Grande Épreuve im internationalen Rennkalender zu verankern, auch wenn die Wiederbelebungsversuche der Traditionsveranstaltung zunächst noch nicht von Erfolg gekrönt waren. Nachdem das Rennen jedoch auch für 1949 kurz nach Verabschiedung des Kalenders einmal mehr wieder abgesagt werden musste, rang sich der RAC schließlich dazu durch, die Veranstaltung in Silverstone nun doch offiziell zum Großen Preis von Großbritannien (1st British Grand Prix) zu erheben. Ob damit gleichzeitig auch die Beförderung zum Grande Épreuve verbunden war, konnte unter Automobilhistorikern bislang nicht abschließend geklärt werden, spielt in der Praxis jedoch auch keine wirkliche Rolle, weil der mit dieser Einstufung verbundene Zweck vorrangig der Priorisierung im Terminkalender diente.
Aufgrund der kurzen verbleibenden Zeitspanne bis zum Rennen blieb den kontinentaleuropäischen Rennställen jedoch kaum Gelegenheit, ihre Saisonplanung noch einmal grundlegend anzupassen, und weil, wie im Fall des Ferrari-Teams, auch das angebotene Startgeld nicht den Vorstellungen entsprach, setzte sich das Feld ähnlich wie beim Rennen im Vorjahr im Wesentlichen aus einheimischen Teilnehmern, vorwiegend auf älteren ERA- oder Maserati-Modellen der Voiturette-Kategorie aus der Vorkriegszeit zusammen. Bei den Briten war es dabei häufig üblich, dass sich zwei Fahrer die Finanzierung eines Rennwagens teilten und sich dann auch entsprechend während der Rennen am Steuer abwechselten.
Vom Festland herübergekommen waren lediglich einige französische Privatfahrer mit ihren Lago-Talbot T26C. Dieses Modell war vom Werk in Suresnes in kleiner Serie produziert worden und mit seinem 4,5-Liter-Saugmotor zwar vergleichsweise langsam, aber aufgrund ihrer Zuverlässigkeit, wie auch des Umstands, dass die Rennen damit üblicherweise ohne Tankstopp durchgefahren werden konnten, bisweilen durchaus für einen Überraschungserfolg gut.
Klarer Favorit des Rennens war jedoch Luigi Villoresi mit dem Maserati 4CLT/48 „San Remo“ der Scuderia Ambrosiana, die für Maserati als eine Art inoffizieller Werksrennstall fungierte. Das Team hatte außerdem Abkommen mit den britischen Privatfahrern Reginald Parnell und Fred Ashmore geschlossen, die nominell unter der Bewerbung der Scuderia starteten, um auf diese Weise die hohen britischen Einfuhrzölle beim Import von Rennwagen zu umgehen. Zwei weitere San-Remo-Maseratis wurden außerdem vom Privatrennstall des Italieners Enrico Platé für den siamesischen Fahrer Prinz Bira und den Schweizer Baron Emmanuel de Graffenried gemeldet. Maseratis Rennwagen waren in der Regel handlich und schnell, aber häufig auch schlecht gewartet und die Teams oft auch wenig organisiert, so dass die Defektrate entsprechend hoch ausfiel.
Ferrari war werksseitig nicht am Start, aber mit den beiden privat gemeldeten Ferrari 125 GPC-Kundenfahrzeugen von Peter Whitehead/Dudley Folland und Raymond Mays/Ken Richardson vertreten. Bei letzterem handelte es sich um ein Auto, das vom britischen Industriellen Tony Vanderwell als Anschauungsobjekt für den von Mays initiierten kommenden BRM-Nationalrennwagen beschafft worden war. Nachdem die Rennreife des BRM jedoch weiter auf sich warten ließ, wurde der Ferrari nun unter dem Produktnamen von Vanderwells Gleitlagern als Thinwall Special an den Start geschickt, um damit Rennerfahrung zu sammeln. Ferraris erstes Formel-1-Modell litt jedoch an einer schlechten Gewichtsverteilung und einem zu kurzen Radstand, so dass die Fahrer mehr mit den Fahreigenschaften der Wagen als mit ihren Gegnern zu kämpfen hatten.
Im Rennen übernahm das Maserati-Quartett aus „Bira“, Villoresi, de Graffenried und Parnell gleich von Beginn an die Führung, wobei Villoresi in der dritten Runde den siamesischen Prinzen an der Spitze ablöste. Dieser ließ sich von seinem italienischen Markengefährten aber nicht abschütteln und als Villoresi nach seinem Boxenstopp in der 22. Runde mit Motorproblemen zurückfiel, kam er hierdurch erneut in Front. „Bira“ sah nun lange Zeit wie der sichere Sieger aus, doch in der 47. Runde touchierte er in der Schikane vor Club Corner nach einem Fahrfehler die Streckenbegrenzung und musste danach mit defekter Lenkung aufgeben. So lag zur Halbzeit des Rennens Parnell vorn, doch auch er konnte sich der Führung bei seinem Heimrennen nicht lange erfreuen und schon in der 53. Runde mit Zündaussetzern die Boxen aufsuchen. In der gleichen Runde hatte der Brite John Bolster mit seinem veralteten ERA einen schweren Unfall, von dessen Folgen er sich nie wieder völlig erholte. Nachdem das Auto durch einen Defekt in der Kraftübertragung von der Strecke abgekommen war, musste der unter dem Auto zum Liegen gekommene Fahrer eine halbe Stunde auf das Eintreffen der medizinischen Versorgung warten.
Mit de Graffenried lag nun bereits schon der vierte Maserati-Fahrer in Front, der angesichts seines mehr als dreiminütigen Vorsprungs auf seinen ersten Verfolger, den ERA-Piloten Bob Gerard – auch für die britische Marke stellte dieses Ergebnis den größten Erfolg ihrer Grand-Prix-Geschichte dar – jedoch eine materialschonende Fahrweise annehmen konnte, um seinen ersten und einzigen Grand-Prix-Sieg sicher nach Hause zu bringen. Im letzten Rennabschnitt gab es schließlich noch einen weiteren Unglücksfall, als der relativ unerfahrene Richardson – vom problematischen Fahrverhalten des Thinwall Specials deutlich überfordert – die Kontrolle über das Auto verlor und in die Zuschauerränge geriet. Mit viel Glück wurden dabei nur fünf Personen verletzt.

## Meldeliste
| Team                | Nr. | Fahrer                                      | Info  | Chassis                             | Motor                           | Reifen |
| ------------------- | --- | ------------------------------------------- | ----- | ----------------------------------- | ------------------------------- | ------ |
| „B. Bira“           | 01  | „B. Bira“                                   |       | Maserati „4CLT/48“ a                | Maserati 4CL 1.5L I4 Kompressor |        |
| Scuderia E. Platé   | 02  | Emmanuel de Graffenried                     |       | Maserati „4CLT/48“                  | Maserati 4CL 1.5L I4 Kompressor |        |
| Scuderia E. Platé   | 02  | Enrico Platé                                | RES   |                                     |                                 |        |
| A. Rolt             | 03  | Tony Rolt                                   |       | Aitken-Alfa Romeo „Special“         | Alfa Romeo 3.4L I8              |        |
| G.A. Vanderwell     | 04  | Raymond Mays/ Ken Richardson                |       | Ferrari 125 GPC „Thinwall Special“  | Ferrari 125 1.5L V12 Kompressor |        |
| R. Ansell           | 05  | Bob Ansell                                  | DNS b | Maserati 4CL                        | Maserati 4CL 1.5L I4 Kompressor |        |
| R. Ansell           | 05  | George Bainbridge                           | RES   |                                     |                                 |        |
| G. Ansell           | 06  | Geoffrey Ansell/ Brian Shawe-Taylor         |       | ERA B-Type                          | ERA 1.5L I6 Kompressor          |        |
| R. Gerard           | 07  | Bob Gerard                                  |       | ERA B-Type                          | ERA 1.5L I6 Kompressor          |        |
| D. Hampshire        | 08  | David Hampshire/ Billy Cotton               |       | ERA B/C-Type                        | ERA 1.5L I6 Kompressor          |        |
| David Murray        | 09  | David Murray/ Roy Parnell                   |       | Maserati 4CL                        | Maserati 4CL 1.5L I4 Kompressor |        |
| Scuderia Ambrosiana | 10  | Reg Parnell                                 |       | Maserati „4CLT/48“                  | Maserati 4CL 1.5L I4 Kompressor |        |
| Scuderia Ambrosiana | 11  | Fred Ashmore/ Roy Parnell                   |       | Maserati „4CLT/48“                  | Maserati 4CL 1.5L I4 Kompressor |        |
| Scuderia Ambrosiana | 12  | Luigi Villoresi                             |       | Maserati „4CLT/48“                  | Maserati 4CL 1.5L I4 Kompressor |        |
| ERA Ltd.            | 14  | Taso Mathieson/ Leslie Johnson              | DNA c | ERA E-Type                          | ERA 1.5L I6 Kompressor          |        |
| Écurie France       | 15  | Louis Chiron                                |       | Talbot-Lago T26C                    | Talbot-Lago T26 4.5L I6         |        |
| Écurie Rosier       | 16  | Louis Rosier                                |       | Talbot-Lago T26C                    | Talbot-Lago T26 4.5L I6         |        |
| G. Grignard         | 17  | Yves Giraud-Cabantous                       |       | Talbot-Lago T26C                    | Talbot-Lago T26 4.5L I6         |        |
| G. Grignard         | 17  | Georges Grignard                            | RES   |                                     |                                 |        |
| HW Motors d         | 18  | George Abecassis                            |       | Alta „Grand Prix“                   | Alta 1.5L I4 Kompressor         |        |
| HW Motors d         | 18  | John Heath                                  | RES   |                                     |                                 |        |
| Écurie Belge        | 19  | Johnny Claes                                |       | Talbot-Lago T26C                    | Talbot-Lago T26 4.5L I6         |        |
| G. Nixon            | 20  | George Nixon                                |       | ERA A-Type                          | ERA 1.5L I6 Kompressor          |        |
| Scuderia Ferrari e  | 21  | Peter Whitehead/ Dudley Folland             |       | Ferrari 125 GPC                     | Ferrari 125 1.5L V12 Kompressor |        |
| D. Hamilton         | 22  | Duncan Hamilton/ Philip Fotheringham-Parker |       | Maserati 6CM                        | Maserati 1.5L I6 Kompressor     |        |
| C. Harrison         | 23  | Cuth Harrison                               |       | ERA C-Type                          | ERA 1.5L I6 Kompressor          |        |
| P. Étancelin        | 24  | Philippe Étancelin                          |       | Talbot-Lago T26C                    | Talbot-Lago T26 4.5L I6         |        |
| R. Salvadori        | 25  | Roy Salvadori                               |       | Maserati 4CL(T) f                   | Maserati 4CL 1.5L I4 Kompressor |        |
| A. Baring           | 26  | Archie Baring                               |       | Maserati 4CM                        | Maserati 1.5L I4 Kompressor     |        |
| A. Baring           | 26  | Richard Dixon                               | RES   |                                     |                                 |        |
| P. Bell             | 27  | John Bolster                                |       | ERA B-Type                          | ERA 1.5L I6 Kompressor          |        |
| P. Whitehead        | 28  | Peter Walker                                |       | ERA B-Type                          | ERA 1.5L I6 Kompressor          |        |
| P. Whitehead        | 28  | Graham Whitehead                            | RES   |                                     |                                 |        |
| Écurie Schell       | 29  | Harry Schell                                | DNA   | Talbot-Lago T26 „Monoplace Décalée“ | Talbot-Lago T26 4.5L I6         |        |
| Écurie Schell       | 29  | Zora Arkus-Duntov                           | RES   |                                     |                                 |        |
| G. Richardson       | 30  | Geoff Richardson                            | EXC g | RRA „Special“                       | ERA 1.5L I6 Kompressor          |        |

## Klassifikation

### Startaufstellung
| 5                    |                     | 4                                   |                      | 3                    |                    | 2                           |                    | 1                    |
| -------------------- | ------------------- | ----------------------------------- | -------------------- | -------------------- | ------------------ | --------------------------- | ------------------ | -------------------- |
| Gerard 2:14,41 min   |                     | de Graffenried 2:13,6 min           |                      | Walker 2:13,2 min    |                    | „B. Bira“ 2:10,2 min        |                    | Villoresi 2:09,8 min |
|                      | 9                   |                                     | 8                    |                      | 7                  |                             | 6                  |                      |
|                      | Harrison 2:16,4 min |                                     | Étancelin 2:15,8 min |                      | Rolt 2:15,8 min    |                             | Parnell 2:14,8 min |                      |
| 14                   |                     | 13                                  |                      | 12                   |                    | 11                          |                    | 10                   |
| Whitehead 2:18,4 min |                     | Ansell 2:18,0 min                   |                      | Abecassis 2:17,6 min |                    | Giraud-Cabantous 2:17,4 min |                    | Hampshire 2:17,2 min |
|                      | 18                  |                                     | 17                   |                      | 16                 |                             | 15                 |                      |
|                      | Claes 2:23,2 min    |                                     | Ashmore 2:20,8 min   |                      | Bolster 2:20,6 min |                             | Chiron 2:19,2 min  |                      |
| 23                   |                     | 22                                  |                      | 21                   |                    | 20                          |                    | 19                   |
| Salvadori 2:29,2 min |                     | Vereinigtes Königreich 2:29,0 min a |                      | Baring 2:27,0 min    |                    | Rosier 2:25,2 min           |                    | Mays 2:24,6 min      |
|                      |                     |                                     |                      |                      | 25                 |                             | 24                 |                      |
|                      |                     |                                     |                      |                      | Murray 2:20,8 min  |                             | Nixon 2:29,8 min   |                      |

### Rennergebnis
| Pos. | Nr. | Fahrer                                      | Konstrukteur      | Runden | Zeit        | Ausfallgrund                       |
| ---- | --- | ------------------------------------------- | ----------------- | ------ | ----------- | ---------------------------------- |
| 1    | 2   | Emmanuel de Graffenried                     | Maserati          | 100    | 3:52:50,2 h |                                    |
| 2    | 7   | Bob Gerard                                  | ERA               | 100    | 3:53:55,4 h |                                    |
| 3    | 16  | Louis Rosier                                | Talbot            | 99     | + 1 Runde   |                                    |
| 4    | 8   | David Hampshire/ Billy Cotton               | ERA               | 99     | + 1 Runde   |                                    |
| 5    | 24  | Philippe Étancelin                          | Talbot            | 97     | + 3 Runden  |                                    |
| 6    | 11  | Fred Ashmore/ Roy Parnell                   | Maserati          | 97     | + 3 Runden  |                                    |
| 7    | 18  | George Abecassis                            | Alta              | 96     | + 4 Runden  |                                    |
| 8    | 21  | Peter Whitehead/ Dudley Folland             | Ferrari           | 95     | + 5 Runden  |                                    |
| 9    | 6   | Geoffrey Ansell/ Brian Shawe-Taylor         | ERA               | 94     | + 6 Runden  |                                    |
| 10   | 19  | Johnny Claes                                | Talbot            | 92     | + 8 Runden  |                                    |
| 11   | 22  | Duncan Hamilton/ Philip Fotheringham-Parker | Maserati          | 92     | + 8 Runden  |                                    |
| DNF  | 4   | Raymond Mays/ Ken Richardson                | Ferrari           | 81     |             | Unfall                             |
| DNF  | 10  | Reg Parnell                                 | Maserati          | 69     |             | Ölverlust / Hinterachse            |
| DNF  | 25  | Roy Salvadori                               | Maserati          | 65     |             | Ventil                             |
| DNF  | 9   | David Murray/ Roy Parnell                   | Maserati          | 64     |             | Motor                              |
| DNF  | 27  | John Bolster                                | ERA               | 52     |             | Unfall                             |
| DNF  | 50  | Peter Walker                                | ERA               | 50     |             | Bremsen                            |
| DNF  | 1   | „B. Bira“                                   | Maserati          | 47     |             | Unfall                             |
| DNF  | 15  | Louis Chiron                                | Talbot            | 42     |             | Kardangelenk                       |
| DNF  | 17  | Yves Giraud-Cabantous                       | Talbot            | 40     |             | Ölverlust / Kolben                 |
| DNF  | 26  | Archie Baring                               | Maserati          | 38     |             | Wasserverlust                      |
| DNF  | 12  | Luigi Villoresi                             | Maserati          | 36     |             | Hauptlager / Motor                 |
| DNF  | 23  | Cuth Harrison                               | ERA               | 36     |             | Motor                              |
| DNF  | 20  | George Nixon                                | ERA               | 16     |             | Kompressorwelle                    |
| DNF  | 3   | Tony Rolt                                   | Aitken-Alfa Romeo | 15     |             | Halbwelle                          |
| DNS  | 5   | Bob Ansell                                  | Maserati          |        |             | Kurbelwellengehäuse                |
| EXC  | 30  | Geoff Richardson                            | RRA-ERA           |        |             | Technische Abnahme nicht bestanden |

Schnellste Rennrunde:  „B. Bira“ (Maserati), 2:11,0 min = 132,7 km/h